# 大堂津站
大堂津站（日语：／ Ōdōtsu eki */?）是位於宮崎縣日南市大堂津，九州旅客鐵道（JR九州）的日南線車站

## 車站構造

### 站房

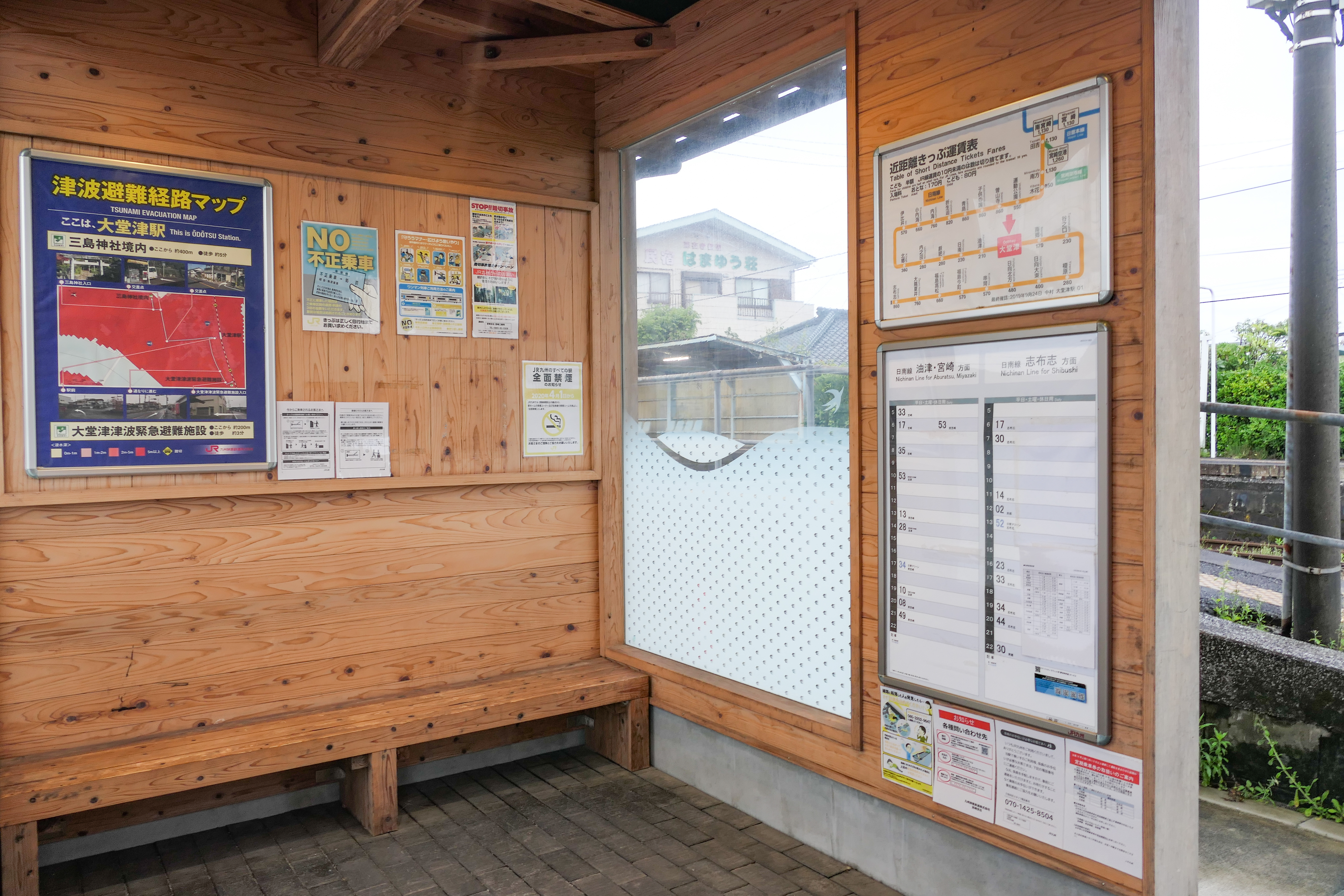
候車室内(2023年5月)

現時採用簡易車站模式運作，原站房於2019年時被拆起，改成為現時以鋼架及木板所建成的簡易站房。站房內、外所所用的木板牆身與木製長櫈，皆與日南站及飫肥站一樣，使用了當地的飫肥杉。
進站後左側為大候車室，前後附有特大的玻璃窗，並設有一張候車木櫈，牆身有告示版，右側為相對較窄的小候車區，也設有一張候車木櫈，通過站房後，即為往宮崎方向的月台。
部份原站房用地則改作為停車場。而前方的候車廣場設豎立了一座以美人魚造型、稱為「海之乙女像」的青銅雕塑。

### 月台
設有2面2線的相對式月台。月台之間以跨越路軌的平交道連接，位於向南鄉站的月台末端。
| 月台           | 路線    | 上下行 | 方向             |
| -------------- | ------- | ------ | ---------------- |
| 西邊（站房旁） | ■日南線 | 上行   | 油津、宮崎方向   |
| 東邊           | ■日南線 | 下行   | 南鄉、志布志方向 |

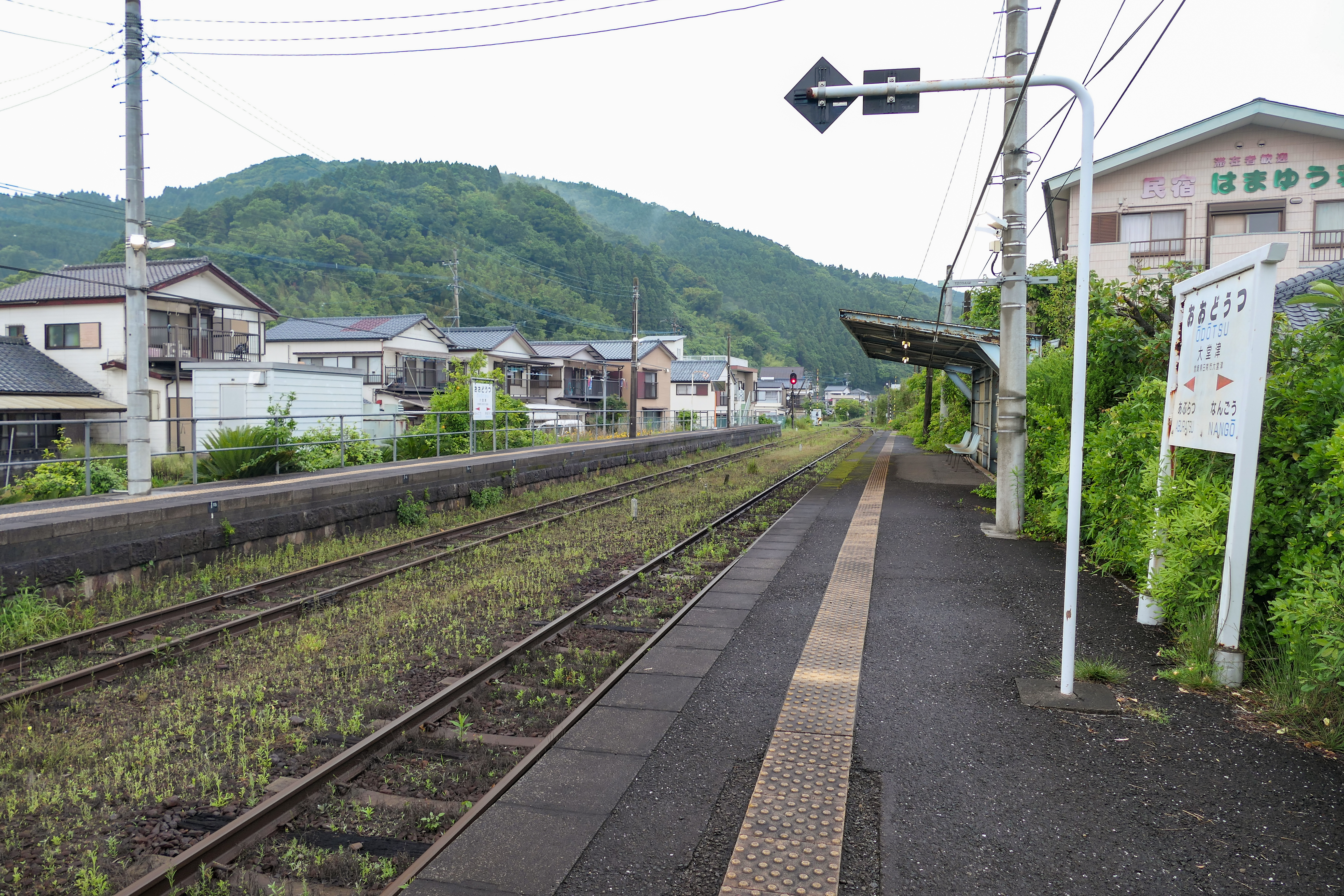
月台(2023年5月)
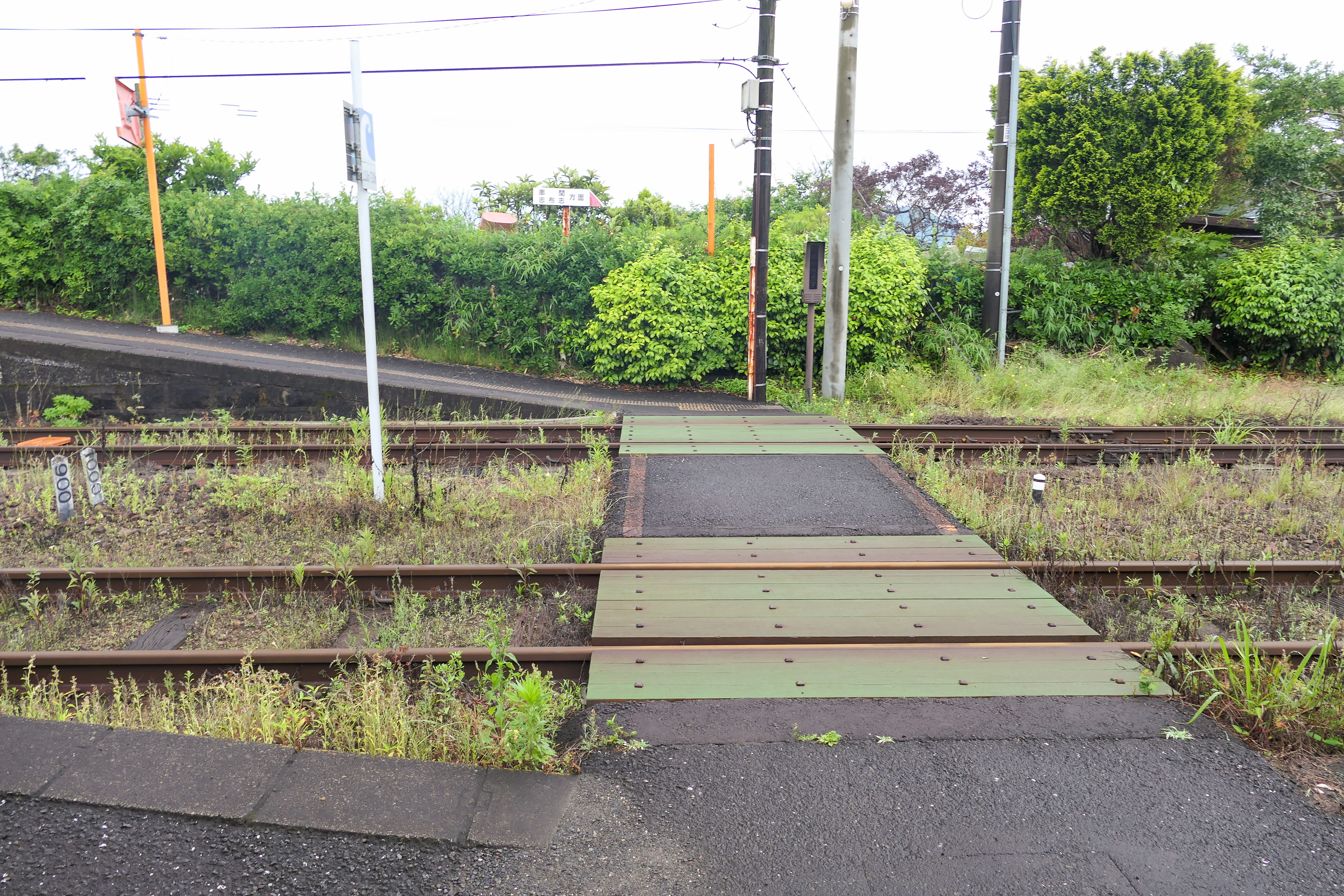
平交道(2023年5月)

### 舊站房
為單層木建成的站房，出入口設於站房右側，進站後即為候車大堂，左側為已停用的站務室、售票窗口暨驗票窗口。

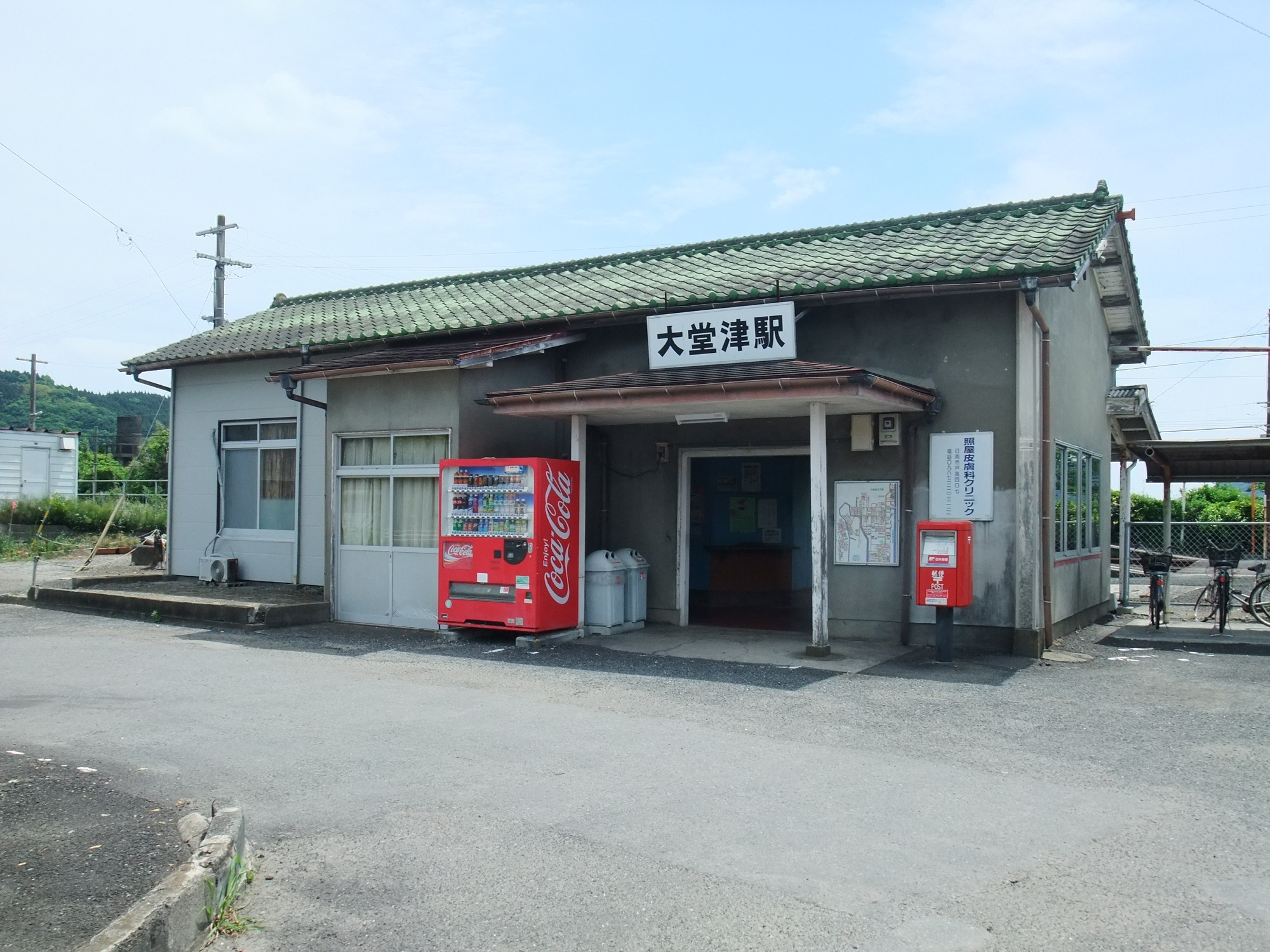
舊站房（2014年5月）

## 歷史
- 1936年3月1日：志布志線 榎原至此站之間開通，此站啟用[1]。
- 1937年4月19日：此站至油津之間開通。
- 1963年5月8日：日南線 南宮崎站至北鄉站之間開業，志布志線部分路段編入至日南線。
- 1987年4月1日：隨國鐵分割民營化，車站由九州旅客鐵道（JR九州）營運[1][3][4]。
- 2019年3月20日：新簡易式站房開始使用[5]。
- 2022年4月1日：隨九州旅客鐵道宮崎支社（日语：九州旅客鉄道宮崎支社）成立，從鹿兒島支社轉移[6]。

## 使用狀況
JR九州自2016年度起再沒有公佈本站的使用人數，亦因每日平均人數少於100人，連列入附錄表的機會也沒有。'，以下為近年的乘車人次列表。
| 年度 | 1日平均 乘車人次 | 出處       |
| ---- | ---------------- | ---------- |
| 1996 | 82               |            |
| 1997 | 101              |            |
| 1998 | 96               |            |
| 1999 | 88               |            |
| 2000 | 98               |            |
| 2001 | 104              |            |
| 2002 | 84               |            |
| 2003 | 72               |            |
| 2004 | 49               |            |
| 2005 | 45               |            |
| 2006 | 41               |            |
| 2007 | 45               |            |
| 2008 | 55               |            |
| 2009 | 56               |            |
| 2010 | 51               |            |
| 2011 | 48               |            |
| 2012 | 40               |            |
| 2013 | 34               |            |
| 2014 | 30               |            |
| 2015 | 34               |            |
| 2016 | <100             | [ 統計 2 ] |
| 2017 | <100             | [ 統計 3 ] |
| 2018 | <100             | [ 統計 4 ] |
| 2019 | <100             | [ 統計 5 ] |
| 2020 | <100             | [ 統計 6 ] |
| 2021 | <100             | [ 統計 7 ] |
| 2022 | <100             | [ 統計 8 ] |
| 2023 | <100             | [ 統計 9 ] |

## 車站周邊
- 日南市立大堂津小學
- 大堂津郵局
- 大堂津海灘[1]
- 宮崎第一信用金庫（日语：宮崎第一信用金庫）大堂津分店
- 日南市立中部醫院

## 相鄰車站
九州旅客鐵道（JR九州）
■日南線
■觀光特急「海幸山幸」
通過
■快速「日南Marine號」、■普通
油津－大堂津－南鄉

### 統計資料
1. ↑  宮崎縣統計年鑑
2. ↑   (PDF). 九州旅客鉄道.   [2020-08-31]. （原始内容 (PDF)存档于2017-08-01） （日语）.
3. ↑   (PDF). 九州旅客鉄道.   [2020-08-25]. （原始内容 (PDF)存档于2019-07-06） （日语）. （页面存档备份，存于）
4. ↑   (PDF). 九州旅客鉄道.   [2020-08-25]. （原始内容 (PDF)存档于2020-03-15） （日语）. （页面存档备份，存于）
5. ↑   (PDF). 九州旅客鉄道.   [2020-08-25]. （原始内容 (PDF)存档于2020-08-24） （日语）. （页面存档备份，存于）
6. ↑   (PDF). 九州旅客鉄道.   [2021-08-25]. （原始内容 (PDF)存档于2021-08-24） （日语）.
7. ↑   (PDF). 九州旅客鉄道.   [2022-08-26]. （原始内容 (PDF)存档于2022-08-26） （日语）.
8. ↑   (PDF).   [2023-10-24]. （原始内容存档 (PDF)于2023-09-06）.
9. ↑  
駅別乗車人員上位300駅（2023年度） （页面存档备份，存于），JR九州。

## 外部連結
- JR九州大堂津站 （页面存档备份，存于）